# کلر هوپ آشیتی
کلر هوپ آشیتی (متولد ۱۲ مارس ۱۹۸۷) یک بازیگر بریتانیایی و در اصل غنایی است.
بازیگر سینما و تلویزیون، در آثاری همچون فیلم سینمایی «The White King»، فیلم سینمایی آی تی، فیلم سینمایی «Jimi: All Is by My Side» و فرزندان انسان فعالیت داشته‌است.

## زندگی خانوادگی
آشیتی در شهر انفیلد غنا متولد شده‌است.

## فیلم شناسی

### فیلم
| سال  | عنوان                      | نقش   | یادداشت                                             |
| ---- | -------------------------- | ----- | --------------------------------------------------- |
| ۲۰۰۵ | شلیک به سگ‌ها               | ماری  | منتشر شده در ایالات متحده به عنوان Beyond the Gates |
| ۲۰۰۶ | فرزندان انسان              | Kee   |                                                     |
| ۲۰۰۷ | خروج                       | صفورا |                                                     |
| ۲۰۱۱ | سیاه پوست پوست قهوه‌ای سفید | جکی   |                                                     |
| ۲۰۱۲ | شمع به آب                  | شونا  |                                                     |
| ۲۰۱۳ | جیمی                       |       |                                                     |
| ۲۰۱۳ | همه در کنار من             | فی    |                                                     |
| ۲۰۱۶ | سفید پادشاه                | Gaby  |                                                     |

### تلویزیون
| سال  | عنوان        | نقش            | یادداشت |
| ---- | ------------ | -------------- | ------- |
| ۲۰۱۰ | آینده        | هلن            | ۱ قسمت  |
| ۲۰۱۱ | بالا پسر بچه | تیلور          | قسمت ۲  |
| ۲۰۱۲ | Mrs Biggs    | منشی           | ۱ قسمت  |
| ۲۰۱۴ | مظنون        | DC چارلی استیل | ۱۰ قسمت |
| ۲۰۱۵ | دکتر فاستر   | کارلی          |         |